# 望遠鏡座ζ
望遠鏡座ζ，又名CP-69 2558，HD 147584、SAO 253554、HR 6098，是望遠鏡座的一颗恒星，视星等为4.91，位于銀經319.53，銀緯-14.57，其B1900.0坐标为赤經16h 17m 42.5s，赤緯-69° -14.57′ 32″。